# Józef Czerlunczakiewicz
Józef Czerlunczakiewicz (ur. 2 kwietnia 1829 w Oleszycach, zm. 16 stycznia 1911 w Przemyślu) – polski duchowny katolicki obrządku greckiego, dogmatyk, profesor Uniwersytetu Lwowskiego i Uniwersytetu Jagiellońskiego.

## Życiorys
Był synem ks. Jakuba (1791-1854), greckokatolickiego proboszcza w Oleszycach, i Tekli z Lewickich, siostry Józefa. Brat Emila, prawnika i urzędnika austriackiego. Początkowo kształcił się w Przemyślu, zaś od 1845 r. w Rzymie, gdzie ukończył seminarium duchowne obrządku greckiego i w 1852 r. uzyskał w Urbanianum doktoraty teologii oraz prawa kanonicznego. Święcenia kapłańskie przyjął w 1853 w Wiedniu. Tamże pracował jako prefekt seminarium duchownego obrządku greckiego (Barbareum) oraz proboszcz parafii św. Barbary.
W 1857 wygrał konkurs na stanowisko profesora dogmatyki na Uniwersytecie Lwowskim i po uzyskaniu zatwierdzenia ministerialnego objął wykłady w roku akademickim 1858/1859. Czerlunczakiewicz dwukrotnie pełnił funkcję dziekana Wydziału Teologii, jednak okazał się na uczelni lwowskiej postacią kontrowersyjną. Był zdeklarowanym wrogiem prawosławia; skandal wywołało jego twierdzenie, wygłoszone na wykładzie w czerwcu 1863 r., iż "schizmatycy są synami diabła, cerkiew prawosławna jest synagogą diabelską, w eucharystii schizmatyckiej siedzi sam diabeł". Rychło popadł także w konflikt z klerykami rusińskimi, dla których wykład prowadził po łacinie, podobnie jak dla kleryków obrządku łacińskiego. Wielokrotnie dawał się poznać jako zagorzały przeciwnik małżeństw księży, i sam, chociaż syn duchownego, określił dzieci księży jako pochodzące z nieprawego łoża. 
Apogeum konfliktu nastąpiło po odebraniu przez administrację seminarium obiadów jednemu z kleryków, który u Czerlunczakiewicza otrzymał stopień niedostateczny. 13 maja 1864 doszło do niepokojów; klerycy rusińscy II roku nie wpuścili Czerlunczakiewicza do sali wykładowej i obrzucali go jajami, kontynuując potem demonstrację wewnątrz sali wykładowej razem z osobami świeckimi. W efekcie dochodzenia, przeprowadzonego przez rektora ks. Łukasza Soleckiego, 37 kleryków usunięto z uczelni (przenieśli się oni na dalsze studia do Krakowa). Wydalonych kleryków społeczeństwo rusińskie Lwowa uznało za bohaterów, a ataki prasy (głównie "Słowa") doprowadziły niebawem do przeniesienia się Czerlunczakiewicza na Uniwersytet Jagielloński, gdzie również objął katedrę dogmatyki.
W Krakowie, gdzie przebywał od lipca 1865, Czerlunczakiewicz objął też parafię obrządku greckiego, ale pensji został pozbawiony przez władze rosyjskie, które dotąd parafię opłacały. Czterokrotnie pełnił funkcję dziekana Wydziału Teologii, oprócz teologii dogmatycznej i specjalnej wykładając także prawo kanoniczne oraz filozofię tomistyczną.
W 1882 przeszedł w stan spoczynku, do 1885 r. pozostając proboszczem krakowskiej parafii greckokatolickiej. Resztę życia spędził w Przemyślu. W 1891 r. bez powodzenia kandydował w wyborach do Rady Państwa VIII kadencji z okręgu w Żółkwi; reprezentował konserwatywną opcję staroruską, nastawioną ugodowo w stosunku do Polaków. Pochowany na cmentarzu Głównym w Przemyślu (kw. 27B, rząd 4, grób 8).
Jego bratankami byli Cyryl, adwokat i działacz rusiński, oraz Tadeusz, prawnik i bankowiec.